# 대한민국 민법 제621조
대한민국 민법 제621조는 임대차의 등기에 대한 민법 채권법 조문이다. 임차권이 일정한 요건을 구비하여 물권과 같은 대항력을 가지는 것을 규정하고 있다.

## 조문
제621조(임대차의 등기) ① 부동산임차인은 당사자간에 반대 약정이 없으면 임대인에 대하여 그 임대차등기절차에 협력할 것을 청구할 수 있다.

② 부동산임대차를 등기한 때에는 그때부터 제삼자에 대하여 효력이 생긴다.

第621條(賃貸借의 登記) ① 不動産賃借人은 當事者間에 反對約定이 없으면 賃貸人에 對하여 그 賃貸借登記節次에 協力할 것을 請求할 수 있다.

②不動産賃貸借를 登記한 때에는 그때부터 第三者에 對하여 效力이 생긴다.

## 비교 조문
주택임대차보호법 제3조 (대항력 등) ① 임대차는 그 등기(登記)가 없는 경우에도 임차인(賃借人)이 주택의 인도(引渡)와 주민등록을 마친 때에는 그 다음 날부터 제삼자에 대하여 효력이 생긴다. 이 경우 전입신고를 한 때에 주민등록이 된 것으로 본다.

상가건물임대차보호법 제3조(대항력 등) ① 임대차는 그 등기가 없는 경우에도 임차인이 건물의 인도와 「부가가치세법」 제8조, 「소득세법」 제168조 또는 「법인세법」 제111조에 따른 사업자등록을 신청하면 그 다음 날부터 제3자에 대하여 효력이 생긴다.  <개정 2013.6.7>

## 사례
- 원룸을 임차하여 살고 있던 대학생 갑은 어느날 자신의 원룸이 경매에 붙여졌다는 사실을 알게 되었다. 갑이 당해 임차권을 등기하였다면 대항력이 생긴다.[1]
- 임대차 존속기간 중 집주인이 바뀐 경우, 당해 임차권을 등기한 경우 임대기간이 만료하기까지는 임대차는 유효하다[2]

## 판례

### 등기된 임차권이 침해된 경우 방해배제가 가능하다
- 등기된 임차권에는 용익권적 권능 외에 임차보증금반환채권에 대한 담보권적 권능이 있고, 임대차기간이 종료되면 용익권적 권능은 임차권등기의 말소등기 없이도 곧바로 소멸하나 담보권적 권능은 곧바로 소멸하지 않는다고 할 것이어서, 임차권자는 임대차기간이 종료한 후에도 임차보증금을 반환받기까지는 임대인이나 그 승계인에 대하여 임차권등기의 말소를 거부할 수 있다고 할 것이고, 따라서 임차권등기가 원인 없이 말소된 때에는 그 방해를 배제하기 위한 청구를 할 수 있다[3]

## 참고 문헌
- 민법 621조 임대차등기의 효력 한국주택신문 2009년 12월 4일
- 주택임차권등기와 민법 제621조에 의한 임대차등기의 효력-법률신문 보관됨 2013-11-13 - 웨이백 머신
- 오현수, 일본민법, 진원사, 2014. ISBN 9788963463452
- 오세경, 대법전, 법전출판사, 2014 ISBN 9788926210277
- 이준현, LOGOS 민법 조문판례집, 미래가치, 2015. ISBN 9791155020869

## 같이 보기
- 대항력
- 임대차
- 주택임대차보호법
- 상가건물임대차보호법